# Le Médecin de campagne (film, 1951)
Pour les articles homonymes, voir Le Médecin de campagne et Le Médecin de campagne (homonymie).
Pour plus de détails, voir Fiche technique et Distribution.
Le Médecin de campagne (Сельский врач, Selskiy vrach) est un film soviétique réalisé par Sergueï Guerassimov, sorti en 1951,.

## Synopsis
Tatiana Kazakova, diplômée de l'institut médical, arrive en mission dans le village de Goryachiye Klyuchi et entend prouver ses aptitudes professionnelles à la petite équipe de l'hôpital local, dirigée par le docteur Arsène Arseniev, 76 ans, dont un esprit vif et une méfiance excessive deviennent la principale raison de la discorde de courte durée entre collègues.

## Fiche technique
- Réalisation : Sergueï Guerassimov
- Scénario : Maria Smirnova
- Photographie : Vladimir Rappoport
- Musique : Nikolaï Boudachkine
- Décors : L. Ikonnikova, Ivan Stepanov, Elza Rapoport
- Montage : Lidia Jutchkova
- Format : couleur - mono - 35 mm - 1.37 : 1
- Production : Studio Gorki
- Pays : URSS
- Genre : drame
- Durée : 113 minutes
- Sortie : 
  - 12 janvier 1952 (Union soviétique)
  - 19 décembre 1954 (France)

## Distribution
- Grigori Belov : Arsène Arseniev, médecin en chef
- Tamara Makarova : Tatiana Kazakova, médecin
- Vsevolod Sanaev : secrétaire du comité local du parti communiste
- Ivan Kouznetsov : Pavel Balachov, directeur de la ferme collective
- KAleksandr Smirnov : Skvortsov
- Aleksandra Panova : Sofia Savvichna, soignante
- Inna Makarova : Baranova
- Olesia Ivanova : Ira, infirmière
- Valentina Teleguina : Pacha, soignante
- Elena Maksimova : Fenya, soignante
- Ekaterina Savinova : Doussia Pospelova
- Klara Roumianova : Léna Zueva
- Gueorgui Milliar : patient